# Pronotocrepis ribesi
Pronotocrepis ribesi är en insektsart som beskrevs av Knight 1969. Pronotocrepis ribesi ingår i släktet Pronotocrepis och familjen ängsskinnbaggar. Inga underarter finns listade i Catalogue of Life.